# آندره لوئیز
آندره لوئیز دی اولیویرا رگاتیه (به پرتغالی: André Luiz de Oliveira Regatieri) (زادهٔ ۱۳ فوریه ۱۹۸۳ در سانتو آنتونیو دا پلاتین، برزیل) بازیکن فوتبال برزیلی است.
این بازیکن در سال ۲۰۱۰ با قراردادی دو ساله به تیم فوتبال استقلال تهران پیوست.
این بازیکن در پست دفاع راست بازی می‌کند.